# Fenny Heemskerk
Fenny Heemskerk (Amsterdã, 3 de dezembro de 1919 - Amersfoort, 8 de junho de 2007) foi uma jogadora de xadrez dos Países Baixos com diversas participações no Campeonato Mundial Feminino de Xadrez. 
Em Moscou (1950) ela ficou em oitavo lugar numa competição de 16 participantes. No ciclo 1951-1953, participou do torneio de candidatos e ficou empatada em segundo lugar (Elisabeth Bykova venceu), no ciclo 1953-1955 ficou em nono lugar no torneio de candidatos realizado em Moscou (Olga Rubtsova venceu), no ciclo de 1959-1961 ficou somente em 15º no torneio de candidatos de Vrnjacka Banja em 1961 (Nona Gaprindashvili venceu).
Heemskerk recebeu o título de Mestra Internacional (WIM) em 1950, e o de Grande Mestra (WGM) em 1977.